# Khalid Sinouh
Khalid Sinouh (en arabe : خالد سينوح) est un ex-footballeur international marocain né le 2 mai 1975 à Amsterdam aux Pays-Bas. Il est un ancien gardien de but converti en tant qu'entraîneur de gardien. Il possède également la nationalité néerlandaise.

## Biographie

### Club
Né à Amsterdam, Khalid Sinouh est l'un des meilleurs gardiens de but marocain évoluant en Europe. Il rejoint l'équipe du Maroc en 2003 il l'a quittée en 2005 à la suite de conflits internes. 
Quant à son parcours professionnel, il débute avec le HFC Haarlem puis il est acheté par le SC Heerenveen,tout en passant par le Championnat de Chypre et plus précisément au Omonia Nicosie tout en revenant dans le Championnat des Pays-Bas au AZ Alkmaar. Ensuite il connaît une petite expérience dans le championnat turc au Kasımpaşa SK, et une autre dans le championnat allemand au Hambourg SV. 
En 2011, il signe en faveur du PSV Eindhoven pour quatre ans.

### Sélection nationale
Il rejoint l'équipe du Maroc en 16 novembre 2003 il quitte la sélection en 2005 pour des petits problèmes avec l’entraîneur. Le 21 novembre 2011 il est appelé par l’entraîneur belge de l'équipe du Maroc,Éric Gerets pour le match contre la Tanzanie.
Il compte 4 sélections avec l'équipe du Maroc.
| Caps | Date       | Match           | Lieu  | Score | Compétition      |
| 1    | 17/11/2004 | Maroc – Burkina | Rabat | 4 - 0 | Amical           |
| 2    | 09/02/2005 | Maroc - Kenya   | Rabat | 5 - 1 | Elim.CAN/CM 2006 |
| 3    | 26/03/2005 | Maroc - Guinée  | Rabat | 1 - 0 | Elim.CAN/CM 2006 |
| 4    | 04/06/2005 | Maroc - Malawi  | Rabat | 4 - 1 | Elim.CAN/CM 2006 |
| ---- | ---------- | --------------- | ----- | ----- | ---------------- |

## Palmarès
- PSV Eindhoven:

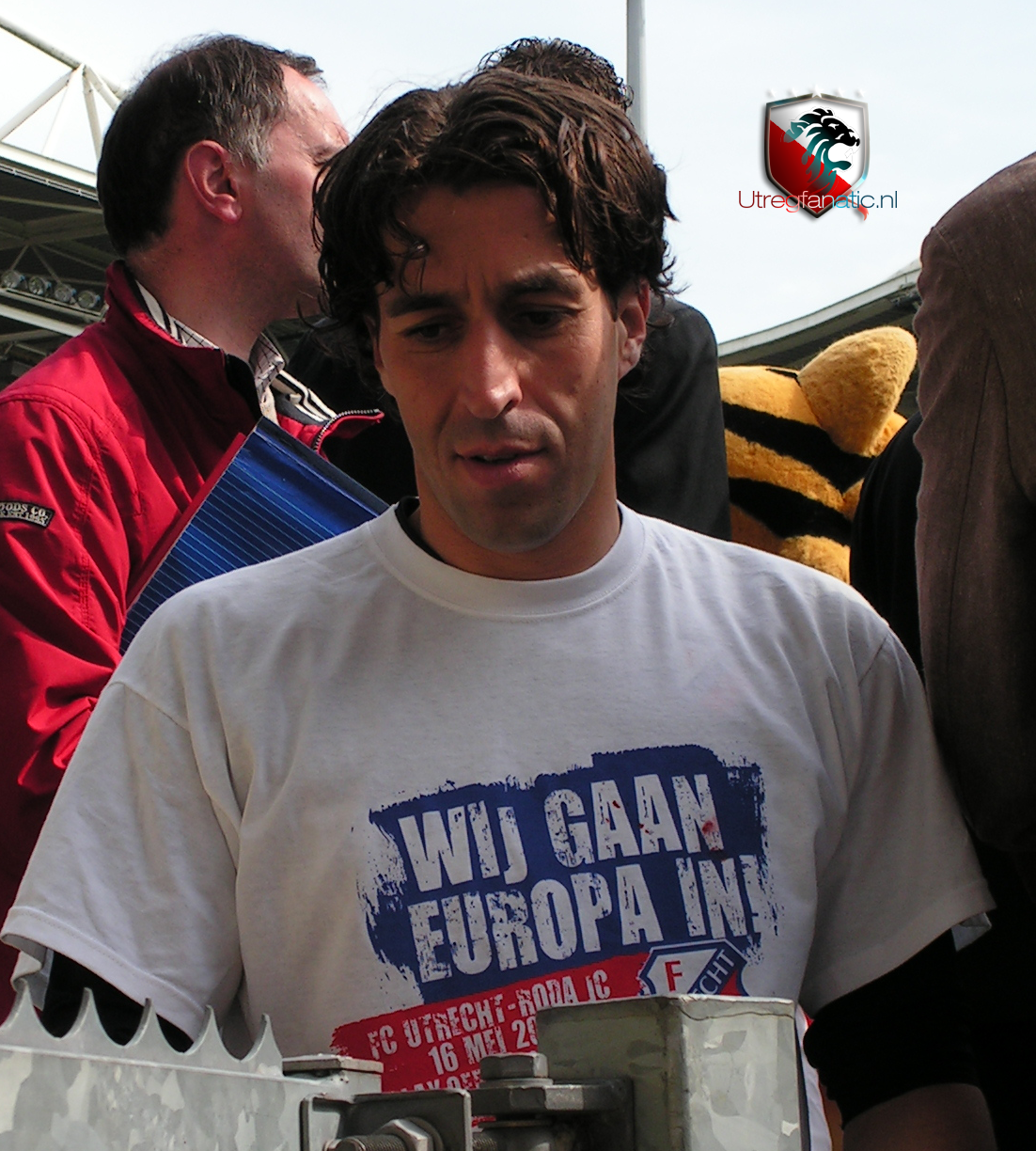
Sinouh avec le PSV Eindhoven.

  - Vainqueur de la Coupe des Pays-Bas en 2012

### Distinctions personnelles
- Meilleur gardien du Championnat de Chypre
- Meilleur gardien de la Coupe de Chypre
- Meilleur gardien marocain évoluant dans le Championnat des Pays-Bas